# Fábio Augusto
Fábio Augusto de Castro Carvalho, mais conhecido simplesmente como Fábio Augusto (Niterói, 6 de maio de 1972), é um ex-futebolista brasileiro que atuava como meio-campista.

## Carreira
Seus primeiros passos foram dados no time de futebol de salão do Fluminense com oito anos de idade. Ficou três anos no Tricolor das Laranjeiras. Após esse período, Fábio Augusto foi fazer um teste para entrar nas categorias de base da agremiação, mas não deu certo e acabou indo parar no Flamengo, onde fez as categorias de base a partir do mirim e se profissionalizou aos 18 anos.
Em 1990, fez parte do time do Flamengo que conquistou seu primeiro título da Copa São Paulo de Futebol Júnior e revelou Júnior Baiano, Djalminha, Paulo Nunes, Marcelinho Carioca e Nélio.
O começo no futebol profissional foi disputar o Campeonato Carioca de 1992 pelo Olaria, por empréstimo.
Só viria a estrear pelo Flamengo em 27 de setembro de 1993, em empate em 1x1 com o Campo Grande (RJ), válido pela Copa da Capital. Fez 11 jogos em sua primeira passagem pelo clube, entre 1993 e 1994.
Fábio Augusto chegou ao Guarani em 1994 para fazer parte de uma equipe onde o ataque seria formado pelas jovens revelações Amoroso e Luizão e pelo rápido Edu Lima. Ficou dois anos no clube e em 1996 o então presidente do Guarani, Luiz Roberto Zini, resolveu negociar o jogador com o Atlético Mineiro.
Em 1996, teve uma passagem pelo Atlético Mineiro. Em 46 jogos com a camisa alvinegra, o volante marcou 3 gols.
Foi contratado pelo Corinthians por 1 milhão de dólares, no pacote promovido pelo extinto Banco Excel para disputa do Campeonato Paulista de 1997. Estreou em 21 de janeiro, na derrota para o Flamengo por 3 a 0 no Maracanã, em partida válida pelo Torneio Rio-São Paulo. Naquele ano, seria Campeão Paulista e, em setembro, viu seu exame antidoping apontar positivo para efedrina e cumpriu suspensão por 60 dias. Pelo Timão, atuou em 59 jogos (26 vitórias, 14 empates e 19 derrotas) e marcou 2 gols.
No inicio de 1998 negociou sua transferência para o Botafogo. Apesar do bom rendimento no gramado, Fábio Augusto não conquistou títulos em General Severiano, onde perdeu a decisão do Rio-São Paulo e da Copa do Brasil de 1999 para o Juventude. Atuou pelo clube até 1999.
Defendeu também o Vitória, em 1999 e 2000.
Passou seis meses no Flamengo, em 2001, atuando em 27 jogos. Atuou seis meses pelo Botafogo, no mesmo ano.
Entre setembro e outubro de 2002, teve uma passagem pelo Figueirense.
Em 2003 saiu do Brasil, quando recebeu uma proposta para atuar no futebol Russo, no Chernomorets, com contrato de quatro anos.
De 2004 a 2007, atuou na Suécia, pelo clube Kalmar, onde virou ídolo, goleador do time e foi apelidado de “Hulk” pelos torcedores por causa de sua força física. No clube, Fábio mudou seu estilo de jogo, ganhou massa muscular e passou a jogar de atacante. Foi campeão da Copa da Suécia de 2007 marcando muitos gols.
No fim de 2007, quando passava férias de fim de ano com os familiares, foi atropelado por uma motocicleta, teve um corte profundo na canela e uma lesão na cabeça, que o deixou três meses parado e, quando se recuperou, fechou contrato com o América-RJ.
Ainda em 2008, teve uma passagem pelo Sendas.
Em 2009, acertou com o Juventus-SP para disputar o Campeonato Paulista da Série A-2 e ajudar o Moleque Travesso a voltar para a principal divisão do futebol estadual. Logo na primeira partida, sentiu uma fisgada na coxa e como o tempo de recuperação era muito grande, se desligou do clube.
Ainda em 2009, atuou pelo Uberaba. 
No ano de 2010 foi contratado pela Desportiva Capixaba. No fim desse ano, acertou com o Paulínia FC, para a disputa do Campeonato Paulista da Série A3 de 2011.
Ainda em 2011, participou dos Jogos Mundiais Militares com a Seleção Brasileira Militar, onde conquistou a medalha de bronze. 
Em 2012, foi levado por ex-colega Marcão para o Ríver do Piauí, onde atuou por 3 meses, sendo seu último clube profissional.
Após se aposentar, atuou pelos times de showbol e Fut7 do Corinthians.
Em 2013, ao lado de Roberto Brum (treinador) e Marco Brito (auxiliar), integrou a comissão técnica do Itaboraí Profute Futebol Clube, da terceira divisão do Campeonato Carioca.

## Títulos
Flamengo
- Copa São Paulo de Futebol Júnior: 1990[4]
- Campeonato da Capital: 1993
- Taça Libertad: 1993
- Troféu Raul Plassman: 1993
- Torneio See: 1994
- Copa Pepsi: 1994
- Campeonato Carioca: 2001
- Taça Guanabara: 2001
- Copa dos Campeões: 2001

Corinthians
- Campeonato Paulista: 1997

Botafogo
- Torneio Rio-São Paulo: 1998
- Copa Internacional Legends: 2019

Vitoria-BA
- Campeonato Baiano: 1999, 2000
- Copa do Nordeste: 1999

Kalmar FF
- Copa da Suécia: 2007

Uberaba-MG
- Taça Minas Gerais: 2009

Paulinia
- Jogos Regionais: 2011